# عبدالله ترائوره (بازیکن فوتبال)
عبدالله ترائوره (انگلیسی: Abdoullaye Traoré؛ زادهٔ ۳۰ آوریل ۲۰۰۰) بازیکن فوتبال است.
از باشگاه‌هایی که در آن بازی کرده‌است می‌توان به باشگاه فوتبال پروجا اشاره کرد.